# Scott Parker (Eishockeyspieler)
Scott Parker (* 29. Januar 1978 in Hanford, Kalifornien) ist ein ehemaliger US-amerikanischer Eishockeyspieler, der im Verlauf seiner aktiven Karriere zwischen 1995 und 2008 unter anderem 313 Spiele für die Colorado Avalanche und San Jose Sharks in der National Hockey League auf der Position des rechten Flügelstürmers bestritten hat. Parker, der den Spielertyp des Enforcers verkörperte, gewann in Diensten der Colorado Avalanche im Jahr 2001 den Stanley Cup.

## Karriere
Parker begann seine Karriere in der Western Hockey League bei den Kelowna Rockets. Nach einer passablen Rookiesaison mit sieben Punkten und 159 Strafminuten in 64 Spielen wählten ihn die New Jersey Devils im NHL Entry Draft 1996 in der dritten Runde an 63. Stelle aus. Der Kalifornier verbrachte daraufhin auch die nächsten zwei Jahre in Kelowna. In der Saison 1997/98 verbuchte er Karrierebestmarken in den Kategorien Tore, Vorlagen und Punkte. Da ihm die Devils aber bis dahin keinen Vertrag angeboten hatten, stand Parker im NHL Entry Draft 1998 zum zweiten Mal zur Auswahl. Diesmal wählte ihn die Colorado Avalanche in der ersten Runde an Position 20 aus und nahm ihn gleich unter Vertrag.
In der Saison 1998/99 stand Parker erstmals in der National Hockey League auf dem Eis, blieb in insgesamt 27 Spielen aber punktlos. Das Ende der Saison und die gesamte folgende verbrachte der Amerikaner beim Farmteam der Avalanche, den Hershey Bears, ehe er die gesamte reguläre Saison 2000/01 und den Beginn der Playoffs wieder in der NHL spielte. Dort gewann er mit Colorado in diesem Jahr den Stanley Cup gewann. Es folgten weitere zwei Spielzeiten in Colorado, bis er am 21. Juni 2003 für einen Draft-Pick der fünften Runde in seinen Heimatstaat Kalifornien zu den San Jose Sharks transferiert wurde. Am 11. März 2006 wurde Parker für zwei Spiele gesperrt, weil er während eines Spiels gegen die Nashville Predators über die Plexiglasbande zwischen den Mannschaftsbänken springen wollte, um sich mit Verteidiger Brendan Witt zu schlagen.
Nach zahlreichen kleineren Verletzungen und nur wenig Spieleinsätzen in der Saison 2006/07 transferierten ihn die San Jose Sharks am 27. Februar 2007 zurück zur Colorado Avalanche. Dort verbrachte er zunächst die gesamte Spielzeit 2007/08 und kam dort wieder etwas regelmäßiger zum Einsatz, als zuletzt in San Jose. Nachdem sich das Management der Avalanche im November 2008 dazu entschied, dass Parker nach einer auskurierten Verletzung wieder in der American Hockey League bei den Lake Erie Monsters auflaufen sollte, verweigerte er dies. Die Avalanche kündigte daraufhin den Vertrag mit dem Stürmer wegen Insubordination. Nachdem er über eine Saison als vereinsloser Spieler verbracht hatte, erklärte Parker im September 2009 seine Spielerkarriere für beendet.
Parker, der in seiner Spielweise sehr limitiert war und als Enforcers galt, wurde von seinen Mannschaftskollegen vor allem wegen seines mannschaftsdienlichen Charakters gelobt.

## Erfolge und Auszeichnungen
- 1998 WHL Most Improved Player

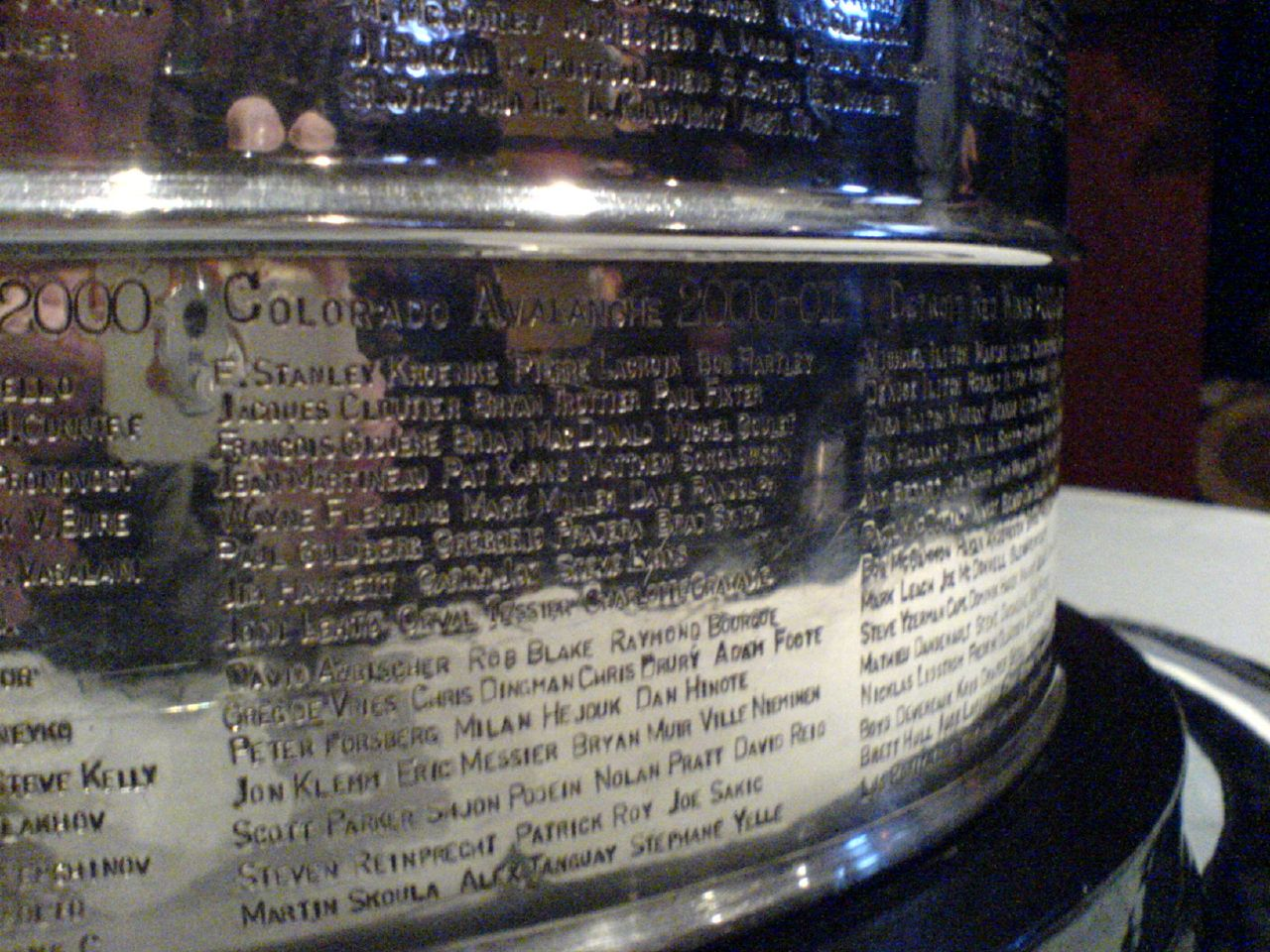
Scott Parkers Name auf dem Stanley Cup (3. Reihe von unten, 1. Name von links)

- 2001 Stanley-Cup-Gewinn mit der Colorado Avalanche

## Karrierestatistik
(Legende zur Spielerstatistik: Sp oder GP = absolvierte Spiele; T oder G = erzielte Tore; V oder A = erzielte Assists; Pkt oder Pts = erzielte Scorerpunkte; SM oder PIM = erhaltene Strafminuten; +/− = Plus/Minus-Bilanz; PP = erzielte Überzahltore; SH = erzielte Unterzahltore; GW = erzielte Siegtore; 1 Play-downs/Relegation; Kursiv: Statistik nicht vollständig)